# قد شبكي
قد شبكي (الاسم العلمي: Cottus perplexus) (بالإنجليزية: reticulate sculpin)‏ هو نوع من الأسماك يتبع جنس القد من الفصيلة القديات.